# Sant’Eustorgio

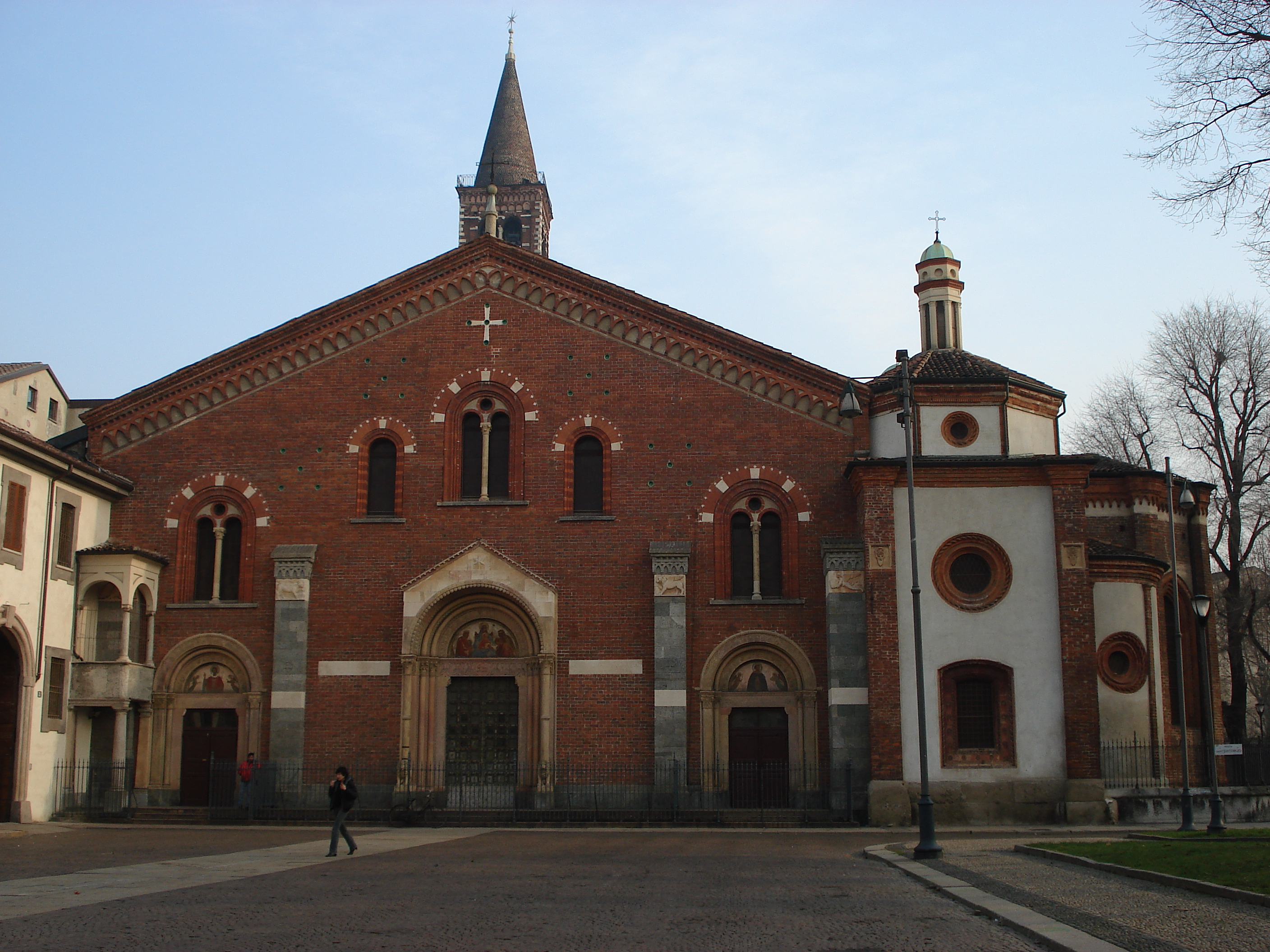
A bazilika főhomlokzata

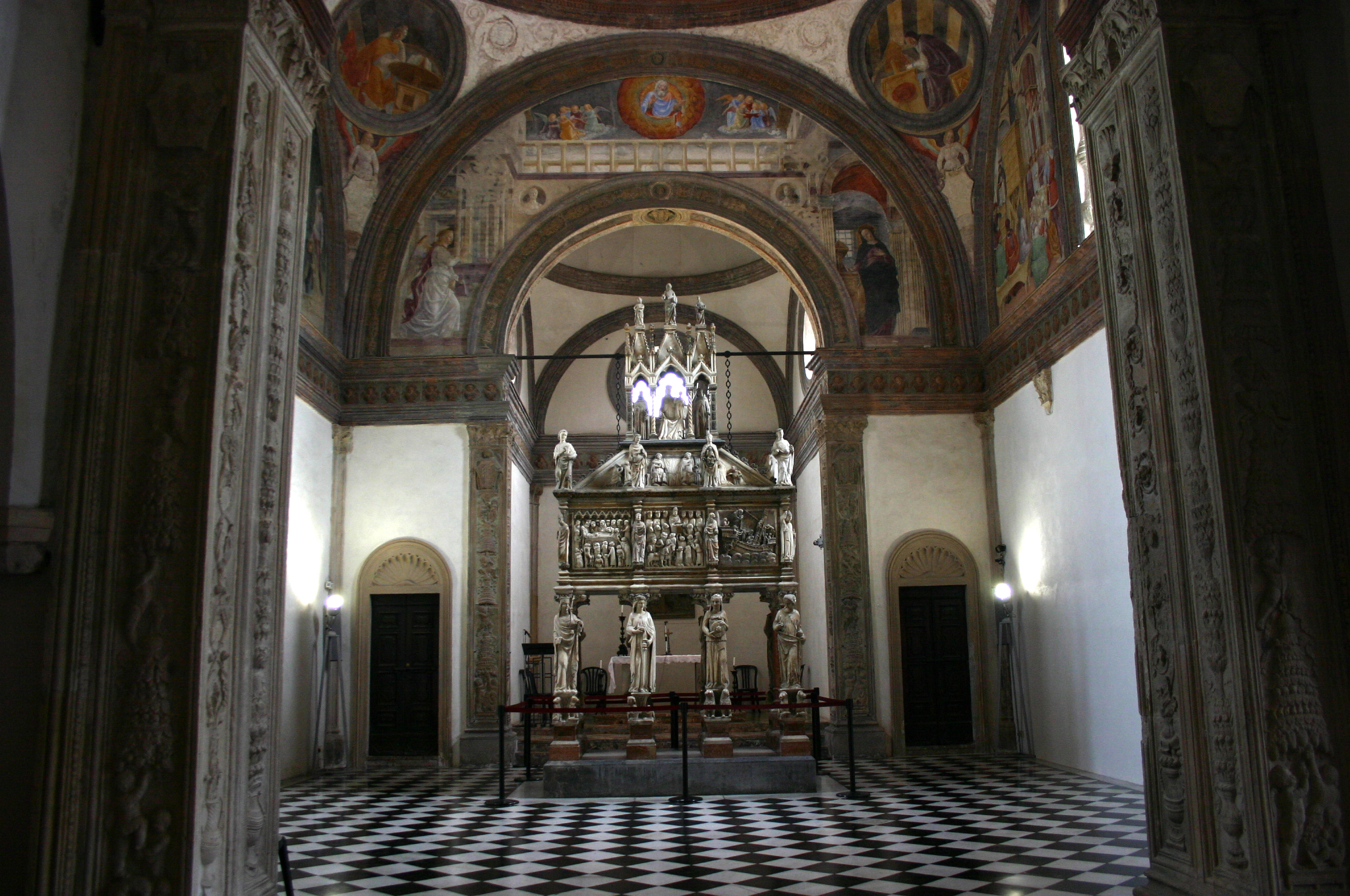
Capella Portinari

A Sant’Eustorgio (Piazza Sant’Eustorgio) egy milánói bazilika.

## Története
A 4. században a jelenlegi bazilika helyén Eustorgio püspök kápolnát építtetett és ide helyezte el a három napkeleti bölcs állítólagos hamvait, amelyeket I. Constantinus császár ajándékozott neki. A 9. században templom épült az egykori kápolna helyén, majd a 12. században az apszis megtartásával az építményt román stílusú bazilikává alakították át. 1227-ben a Domonkos-rend birtokába jutott, amely a később szentté avatott domonkos szerzetes, Péter vértanúhalála után az ő emlékének szentelte e bazilikát. 1278-ban a rend gótikus stílusban átépíttette. A 14. században épült a szép, észak-itáliai román stílusú harangtorony és ebben az időszakban csatolták a templomhoz több milánói nemesi család kápolnáját. 1462-ből származik az apszis mögötti Capella Portinari, az egyik legértékesebb milánói reneszánsz műemlék. A 16. és a 18. század között újabb átalakításokat hajtottak végre a bazilikán, amelyek annak barokkos jelleget kölcsönöztek, de az 1862. évi restaurálás során, amelyet Giovanni Brocca hajtott végre, nagyrészt visszaadták eredeti arculatát.

## Leírása
A bazilika homlokzata a 19. századi restaurálás idejéből származik, de az eredeti lombardiai román stílus jegyeit viseli. Az ívsoros terrakotta párkány a román kori homlokzatból maradt fenn. A bal sarkán egy kőpulpitus áll: 1597-ben annak az egykori szószéknek a helyére emelték, amelyről Szent Péter vértanú prédikált az eretnekek ellen. A bazilika három hajóját nyolc-nyolc hatalmas pillér választja el egymástól.  A templom jobb oldalán láthatók az említett nemesi kápolnák.
- A Brivio-kápolnában látható Giacomo Stefano Brivio 1484-ből származó hatalmas síremléke, amelyet Tornasso Cazzaniga készített.
- A Torelli-kápolnában Pietro Torelli 1416-ban készült márvány síremléke, Jacopino di Tradate műve látható.
- A Crotti-Caimi család kápolnájában Figino Szent Ambrus lovas képe figyelemreméltó.
- Az első Visconti-kápolnában 14. századi freskók és Stefano Visconti és felesége síremléke látható, Giovanni di Balduccio és Bonino da Campione alkotását.
- A második Visconti-kápolnában Gaspare Visconti és felesége sírja áll a 15. század elejéről. Az utóbbit az elhunyt asszony szobra, Jacopino di Tradate alkotása díszíti.
- A Torriani-kápolnát 16. századi festmények díszítik.

A bazilika kereszthajójának keleti végében két szarkofág áll. Az egyik Protaso Caimo 14. századi síremléke, a másik pedig Federico de Maggié.
A Capella dei Magi (Bölcsek kápolnája) a kereszthajó jobb oldalán helyezkedik el. Itt áll az a római kori szarkofág, amelyben hajdan a három napkeleti bölcs hamvait őrizték. Amikor I. Frigyes 1164-ben lerombolta Milánót, az ereklyéket Kölnbe vitette, s tiszteletükre építették fel a világhírű kölni székesegyházat.  A kápolna másik nagy értéke egy domborművekkel díszített, 14. századi szárnyas oltár.
A szentély közepén van a hatalmas főoltár, amelyet a passió kilenc jelenetének márványdomborműve díszít (14. századi alkotás). Az oltár hátsó oldalán Carlo Ferrari festménye látható, amely Szent Domonkost és Szent Tamást ábrázolja angyalok társaságában.
Az oltártól balra nyílik a sekrestye, amelyet 1575-ben építettek. A falak mentén körben barokk díszítésű szekrények állanak. A sekrestye után kis kápolna következik, amelyet Daniele Crespi freskói ékesítenek.
A Capella Portinari a templom legértékesebb kápolnája.  Pigello Portinari, firenzei polgár építtette 1462-ben, hogy abban őrizzék Szent Péter vértanú hamvait. A téglalap alaprajzú, gazdagon díszített kápolna alkotója Michelozzo Michelozzi. A kápolnát díszítő freskók Vincenzo Foppa alkotásai és a vértanú életéből vett jeleneteket ábrázolnak. A kápolna közepén áll Szent Péter vértanú szarkofágja. A pisai Giovanni da Balduccio 1335-től 1339-ig dolgozott rajta. A nyolc lábon álló, gazdagon faragott márvány síremlék domborművei a vértanú életének mozzanatait mutatják be. A tartópillérek díszítései az erényeket szimbolizálják. Az oltár melletti kis szekrénykében elhelyezett ezüst tabernákulumban a szent koponyáját őrzik.